# Сириана (фильм)
«Сириана» (англ. Syriana — «Сириана» — геополитический термин, которым ЦРУ обозначает враждебные США ближневосточные регионы) — американский политический триллер 2005 года, второй полнометражный фильм режиссёра Стивена Гейгана, снятый по мотивам мемуаров Роберта Бэра Не вижу зла 2003 года. В фильме снимаются Джордж Клуни, Мэтт Деймон, Джеффри Райт, Крис Купер, Уильям Хёрт, Тим Блейк Нельсон, Аманда Пит, Кристофер Пламмер, Александр Сиддиг и Мазхар Мунир.
Съемки фильма проходили в 200 местах на пяти континентах, причем большая часть съёмок проходила на Ближнем Востоке, в Вашингтоне, округ Колумбия, и в Африке. В интервью Чарли Роузу Гейган описал инциденты (включая планируемую смену режима в Венесуэле), произошедшие во время личных встреч и интервью с самыми влиятельными владельцами нефтяных компаний, владельцами средств массовой информации, лоббистами, юристами и политиками, которые были включены в фильм. Как и в сценарии Гейгана к фильму Траффик, Сириана использует несколько параллельных сюжетных линий, перемещаясь между местами действия в Иране, Техасе, Вашингтоне, Швейцарии, Испании и Ливане.
Фильм получил положительные отзывы критиков, а игра Клуни была высоко оценена критиками, за что он был удостоен премии «Оскар» и «Золотой глобус», а также кинопремии Британской Академии, кинопремии «Выбор критиков» и номинаций на премию Гильдии киноактёров США. За свой сценарий Гейган был номинирован на премию «Оскар» и премию Гильдии сценаристов США. По состоянию на 20 апреля 2006 года фильм собрал в прокате в США в общей сложности 50,82 миллиона долларов, а за рубежом - 43,2 миллиона, что составило в общей сложности 94 миллиона долларов.
Гагхан изменил названия организаций, действующих в настоящее время на Ближнем Востоке, сохранив при этом их место в истории. Комитет освобождения Ирана был основан на базе организации под названием Комитет освобождения Ирака.

## Сюжет
Действие фильма разворачивается вокруг нефтяной промышленности. С помощью множества сюжетных линий, повествующих как о «больших шишках» в Вашингтоне, строящих заговоры с целью обогащения, так и о простых рабочих, трудящихся на месторождениях в Персидском заливе, режиссёр Стивен Гаан пытается показать человеческие последствия нещадной погони за наживой и властью.
В то время, как специальный оперативник ЦРУ Боб (Джордж Клуни), имеющий богатый опыт работы в Бейруте, получив задание убить молодого арабского шейха (Александр Сиддиг), продвигающего неугодные США результаты нефтяного тендера, начинает познавать ужасающую правду о работе, которой он посвятил всю свою жизнь, аналитик в сфере энергетики Брайан (Мэтт Деймон), имеющий жену и двоих детей, направляется от своей фирмы к шейху предлагать услуги экономического советника, однако переживает невероятную семейную трагедию и находит панацею в сотрудничестве с идеалистическим принцем залива.
Корпоративный адвокат Беннет (Джеффри Райт) сталкивается с моральной дилеммой, обходя сомнительное слияние двух крупных нефтяных компаний в США, в то время как на другом конце света пакистанский подросток (Мазар Манир) теряет из-за этого слияния работу и, лишённый гражданских прав, становится жертвой вербовки харизматичного клирика — приходит в медресе.
Каждый из них играет свою маленькую роль в большой и сложной системе развития индустрии, не осознавая, какое взрывоопасное воздействие окажут их жизни на весь мир в целом.

## В ролях
| Актёр             | Роль                   |
| ----------------- | ---------------------- |
| Джордж Клуни      | Боб                    |
| Мэтт Деймон       | Брайан Вудман          |
| Джеффри Райт      | Беннет Холидэй         |
| Крис Купер        | Джимми Поуп            |
| Александр Сиддиг  | принц Назир Аль-Субаай |
| Томас МакКарти    | Фред Фрэнкс            |
| Уильям Хёрт       | Стэн                   |
| Аманда Пит        | Джулия Вудман          |
| Кристофер Пламмер | Дэн Вайтинг            |
| Марк Стронг       | Муссави                |
| Тим Блейк Нельсон | Дэнни Долтон           |

## Создание
Для своей роли в фильме Джордж Клуни набрал более 10 кг веса на специальной «макаронной диете», но отказался от предложения режиссёра побриться наголо. Эксперименты с собственным весом стоили Клуни проблем со здоровьем: он повредил спину при выполнении одного из трюков и продолжительное время страдал от головных болей.
Фильм снят по мотивам книги бывшего сотрудника Оперативного Управления ЦРУ Роберта Бэра «Не видя зла». В книге Бэр описывает юношество, проведенное в США и Европе, и свои путешествия по миру в роли агента ЦРУ. Он появляется камео как один из агентов ЦРУ в фильме. В последующем сценарий фильма был признан оригинальным, так как сюжетные линии фильма значительно разнятся с реальными событиями, описанными Робертом Бэром в книге.
Мишель Монаган должна была играть в фильме жену Боба, но при окончательном монтаже режиссёр вырезал из картины все сцены с её участием.
Прокат фильма в Казахстане был запрещён после нескольких показов.

## Награды и номинации
- 2006 — премия «Оскар» за лучшую мужскую роль второго плана (Джордж Клуни), а также номинация за лучший оригинальный сценарий (Стивен Гейган)
- 2006 — премия «Золотой глобус» за лучшую мужскую роль второго плана (Джордж Клуни), а также номинация за лучшую музыку к фильму (Александр Деспла)
- 2006 — номинация на премию BAFTA за лучшую мужскую роль второго плана (Джордж Клуни)
- 2006 — номинация на Премию Гильдии киноактеров США за лучшую мужскую роль второго плана (Джордж Клуни)
- 2006 — номинация на Премию Гильдии сценаристов США за лучший адаптированный сценарий (Стивен Гейган)
- 2006 — премия Эдгара Аллана По за лучший сценарий художественного фильма (Стивен Гейган, Роберт Бэр)
- 2005 — премия Национального совета кинокритиков США за лучший адаптированный сценарий (Стивен Гейган), а также попадание в десятку лучших фильмов года